# Perlamantis
Perlamantis (лат.) — род богомолов из семейства Amorphoscelidae. Встречаются в Северной Африке и на Пиренейском полуострове.

## Классификация
В род включают два вида:
- Perlamantis algerica Giglio-Tos, 1914
- Perlamantis alliberti Guerin-Meneville, 1843 typus